# ジョアン・ミロ

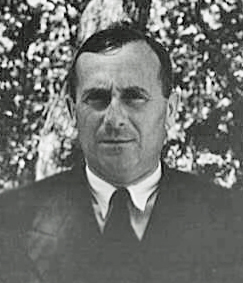
ジョアン・ミロ

ジョアン・ミロー・イ・ファラー（カタルーニャ語: Joan Miró i Ferrà [ʒuˈan miˈɾo i fəˈra]、1893年4月20日 - 1983年12月25日）は、スペインの画家。カタルーニャ地方の出身。
パリでシュルレアリスムの運動に参加したことから、シュルレアリストに分類されるのが通例だが、ミロの描く人物、鳥などを激しくデフォルメした有機的な形態、原色を基調にした激しい色使い、あふれる生命感などは、古典的・写実的描法を用いることが多い他のシュルレアリストの作風とは全く異なり、20世紀美術に独自の地位を築いている。
かつてフランコ体制下のスペインでは、カスティーリャ語（スペイン語）以外の言語は公的に禁止されていたので、カスティーリャ語式の読みでホアン・ミロと書かれることが多かった。現在では出身地カタルーニャ語の原音を尊重して、「ジョアン（ジュアン）・ミロ」と表記するのが通例である。

## 生涯
ミロは1893年、スペイン、カタルーニャ地方の中心都市、バルセロナのゴシック地区に住む金細工職人・時計商の父親ミグエル・ミロ・アッゼリアス（Miquel Miró Adzerias）と母親ドロレス（Dolores Ferrà）との間にまれた。
ミロは1911年、18歳の時にうつ病と腸チフスを患い、療養のためカタルーニャのモンロッチという村にある父親の別荘「マス・ミロ」に滞在した。このモンロッチの村の環境がミロの芸術に大きな影響を与えたようである。ミロはこの頃から画家を目ざすようになり、翌1912年、バルセロナの美術学校に入学した。1919年にはパリに出、この頃からモンロッチとパリを往復しつつ制作するようになる。パリではピカソら芸術家とも知り合い、またシュルレアリスム運動の主唱者であるアンドレ・ブルトンと出会う。

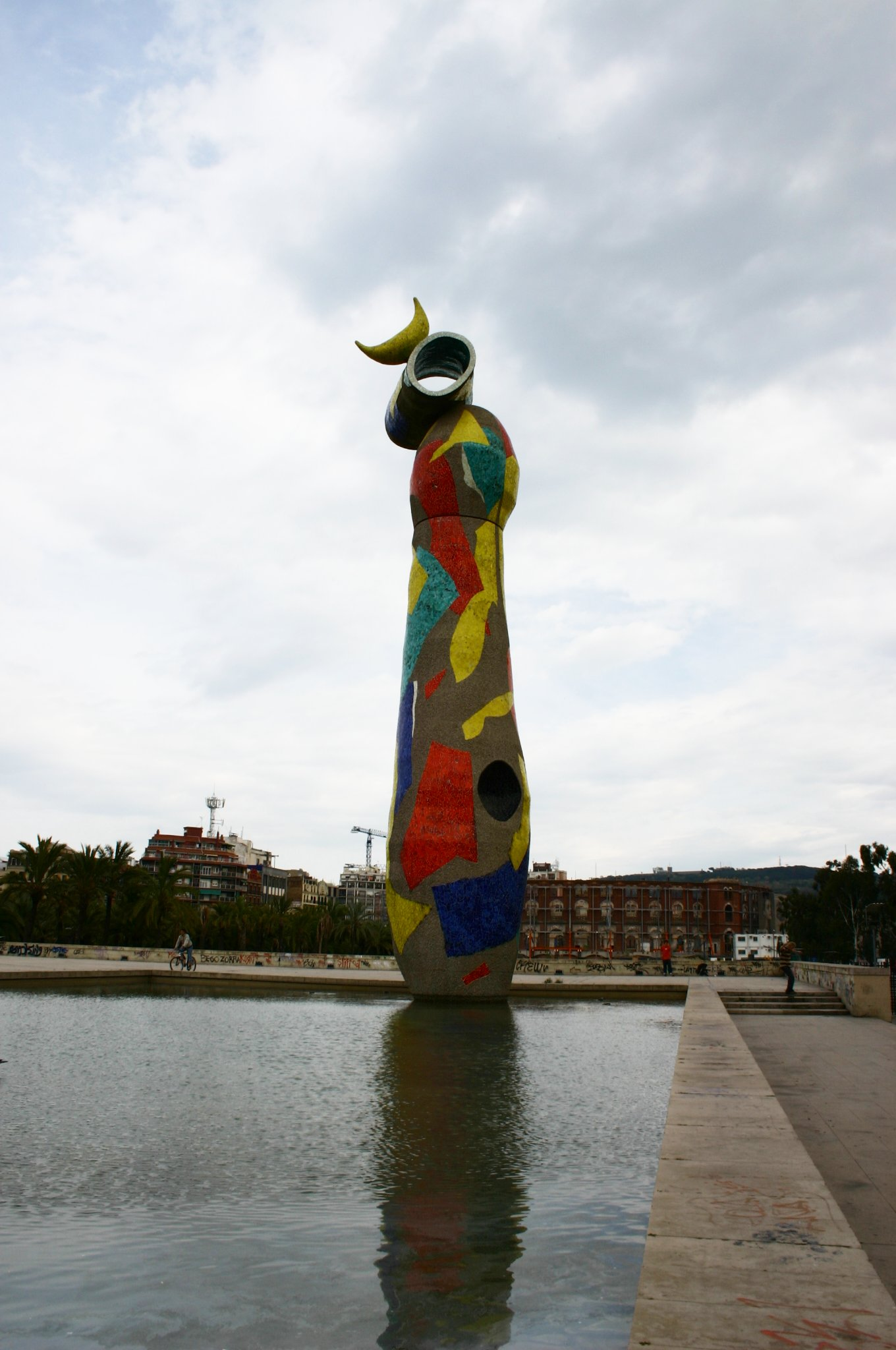
Dona i ocell (1982)

ミロの作風は同じシュルレアリストでもベルギーのルネ・マグリットやダリらの古典的・写実的描写法とは全く異なる自由奔放なものであるが、ブルトンはこうしたミロの絵画こそが真のシュルレアリスムであるとして共鳴し、ミロはシュルレアリストのグループに迎え入れられることとなった。ミロは「画家」という肩書きにこだわって狭い世界に閉じこもることを嫌い、パリではアメリカの作家のアーネスト・ヘミングウェイやヘンリー・ミラーなどとも交流があった。
1930年代から、ミロはバルセロナ、パリ、マリョルカ島（スペイン領）のパルマ・デ・マヨルカにアトリエを持ち制作した。1944年からは陶器や彫刻の制作を始め、作品の幅を広げていった。1956年にはパルマに大規模なアトリエを造り、作品の規模も大きくなっていく。また、このアトリエでは絵画以外の分野の職人との共同制作を行い、陶器、壁画、彫刻などを次々と生み出した。晩年にはコンクリート製の大型彫刻や壁画などのパブリック・アートの大作を数多く残している。1966年来日。1969年には日本万国博覧会（大阪万博）のガス館に陶板壁画『無垢の笑い』を制作するため来日した。
ミロは1983年12月25日、アトリエのあるパルマ・デ・マヨルカで老衰のため90歳で死去した。

## 主な作品
- V・ヌビオラの肖像（絵画）：1917年
- カタルーニャの農夫の頭：1924年-1925年
- 変身 (絵画)：1935年-1936年
- メゾナイトの絵画：1936年
- 階段を昇る裸婦（絵画）：1937年
- 古い靴のある静物（絵画）：1937年
- 星座 (絵画)：1940年-1941年
- バルセロナ・シリーズ（絵画）：1942年-1944年
- 1968年5月 (絵画)：1968年-1973年
- 航海士の希望（絵画）：1968年-1973年
- 王太子殿下（彫刻）：1974年
- 国王陛下（彫刻）：1974年
- 女王陛下（彫刻）：1974年
- 星座に向かって飛び立つ手（絵画）：1974年
- アルルカンのカーニバル

## 日本における作品の収蔵先
- 山形美術館には吉野石膏寄託の「シウラナ村」（1917）
- 愛知県美術館には「絵画」（1925）
- セゾン現代美術館には「絵画」（1936）
- 長崎県美術館には「絵画」（1936）
- 福岡市美術館には「ゴシック聖堂でオルガン演奏を聞いている踊り子」（1945）
- 岐阜県美術館には「人と月」（1950）
- 富山県立近代美術館には「パイプを吸う男」(1925)がそれぞれ収蔵されている。
- 国立国際美術館には大阪万博のガスパビリオンの陶板画「無垢の笑い」(1969年)が展示されている。
- 大阪ガスにはガスパビリオンスロープ壁画部分（1969）が収蔵されている。
- 箱根彫刻の森美術館には「人物」（1969）が展示されている。
- 松永記念館には「無題」（1950年）が

展示されている。

## 著書
- 『ミロとの対話 これが私の夢の色』ジョルジュ・ライヤール 朝吹由紀子訳　美術公論社　1978　芸術選書
- 『ミロの星とともに』ジョアン・ミロ 絵 瀧口修造詩　平凡社　1978

## 画集
- 『原色版美術ライブラリー 第42 ミロ』滝口修造解説　みすず書房 1958
- 『現代美術　ミロ』東野芳明解説　みすず書房　1960
- 『世界の美術 第28 ダリ,ミロ』中原佑介解説 河出書房新社 1965
- 『ミロ』瀬木慎一編　毎日新聞社　1966
- 『ジョアン・ミロ』ジェームズ・ジョンスン・スウィーニー 滝口修造,飯島耕一訳　平凡社　1970
- 『ジョアン・ミロとカタルーニャ』ジュアン・ペルーチョ解説・編集 滝口修造,飯島耕一訳　平凡社　1970
- 『新潮美術文庫 48 ミロ』解説岡田隆彦 新潮社 1974
- 『ミロの版画 デッサン,銅版画,石版画,木版画,書籍,ポスター』イヴォン・タイヤンディエ 大岡信訳　河出書房新社　1974
- 『ジョアン・ミロ リトグラフ』毎日新聞社　1977
- 『世界版画美術全集 第8巻 エルンスト/ミロ 夢と童心の昇華』林紀一郎,黒江光彦編著　講談社 1981
- 『岩波世界の巨匠　ミロ』ジョルジュ・ライヤール 村上博哉訳　岩波書店　1992
- 『ヴィヴァン 新装版・25人の画家 第24巻　ミロ』木村重信編 講談社 1996
- 『ミロのアトリエ』ジュアン・テオドーロ・プニェット・ミロ解説 村上能成訳　求龍堂　1997　美の再発見シリーズ
- 『ミロ』スーザン・タイラー・ヒッチコック 山梨俊夫監訳 鈴木勝雄訳　二玄社　2006　美の20世紀
- 『ミロの絵本 うっかり地球へ』結城昌子 構成・文　2006　小学館あーとぶっく
- 『マジョルカのミロ』バルバラ・カトィヤー解説 安發和彰訳　岩波書店　2011　岩波アート・ライブラリー

## ドキュメンタリー
- 日曜美術館「ジュアン・ミロ 自由を求める魂の音色」（2025年4月6日、NHK Eテレ）[2]